# Фассинотти, Марко
Марко Фассинотти — итальянский легкоатлет, который специализируется в прыжках в высоту. Занял 7-е место на чемпионате мира среди юниоров 2008 года. В 2014 году на чемпионате мира в помещении занял 6-е место с результатом 2,29 м.
Выступает за клуб Aeronautica Militare с 14 декабря 2009 года.

## Достижения
Чемпионаты Италии
- Чемпионат Италии 2010 года — 2,25 м
- Чемпионат Италии в помещении 2012 года — 2,26 м
- Чемпионат Италии 2013 года — 2,27 м
- Чемпионат Италии в помещении 2014 года — 2,34 NR